# Trichoglossus haematodus

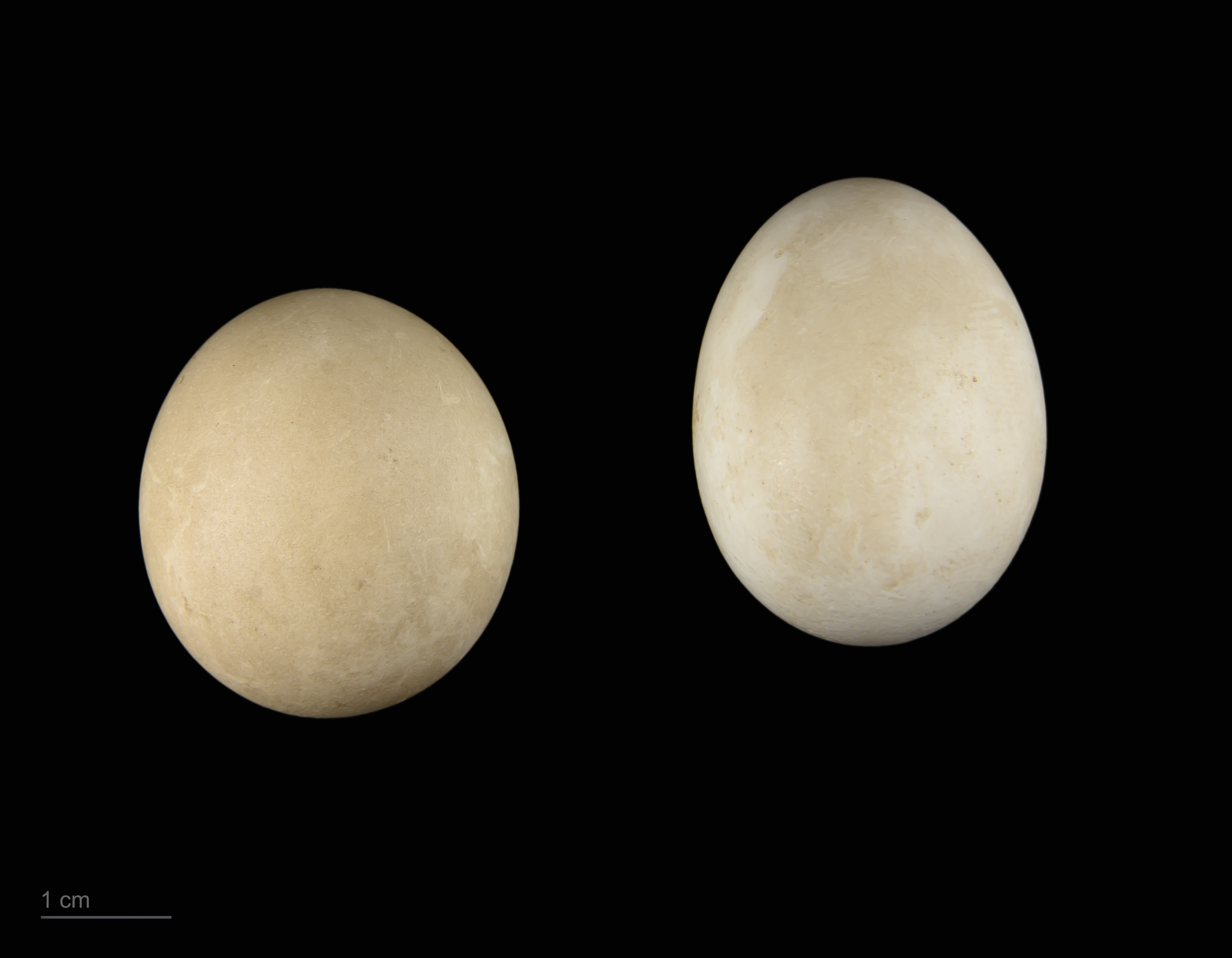
Trichoglossus haematodus

Il lorichetto dei cocchi (Trichoglossus haematodus (Linnaeus, 1771)) è un uccello della famiglia Psittaculidae diffusa nelle Molucche del sud, dalla Nuova Guinea occidentale sino alle Isole della Lealtà.
Nel suo areale è molto diffuso. Vive praticamente in tutti i tipi di habitat nei quali siano abbondanti i fiori, visto che si nutre prevalentemente di nettare e polline.

## Descrizione
Il lorichetto dei cocchi presenta una varia distribuzione dei colori sebbene questa specie abbia la schiena verde e il petto rosso con strie scure ben marcate. Può raggiungere una lunghezza (da testa a coda) di circa 25-30 centimetri. Viene spesso confuso con il lorichetto arcobaleno (Trichoglossus moluccanus), il quale ha invece la pancia blu, ed il petto non presenta strie scure.
È molto ricercato dagli allevatori. Si riproduce bene. Presenta però una marcata territorialità soprattutto durante la riproduzione.

## Tassonomia
Trichoglossus haematodus è attualmente suddivisa in sei sottospecie:
- Trichoglossus haematodus haematodus (Linnaeus, 1771) - sottospecie nominale;
- Trichoglossus haematodus nigrogularis Gray, 1858
- Trichoglossus haematodus massena Bonaparte, 1854
- Trichoglossus haematodus nesophilus Neumann, 1929
- Trichoglossus haematodus flavicans Cabanis & Reichenow, 1876
- Trichoglossus haematodus deplanchii Verreaux, J & Des Murs, 1860

In passato venivano considerate anche altre sette sottospecie che oggi sono considerate specie a parte.